# Pteronymia primula
Espèce
Pteronymia primula est une espèce d'insectes lépidoptères (papillons) de la famille des Nymphalidae, de la sous-famille des Danainae et du genre Pteronymia.

## Dénomination
L'espèce Pteronymia primula a été décrite par Henry Walter Bates en 1862.

### Sous-espèces
- Pteronymia primula primula – en Colombie, au Brésil et en Guyane[2].
- Pteronymia primula auricula Haensch, 1905 – présent en Colombie.
- sous-espèce non nommée – au Venezuela.
- sous-espèce non nommée – en Bolivie[1].

## Description
L'imago d'Pteronymia primula est un papillon d'une envergure d'environ 42 mm, aux ailes transparentes veinées de noir, bordées de noir sur le dessus. 
Le revers est semblable avec une bordure orange à l'apex des ailes antérieures et sur le tour des ailes postérieures.

## Biologie
Les plantes hôtes de sa chenille sont des Solanum.  

## Distribution
Pteronymia primula est présent en Colombie, au Venezuela, en Équateur, en Bolivie, au Brésil et en Guyane,.

## Protection
Pas de statut de protection particulier[Où ?][réf. nécessaire].